# Герберт Нельке
Герберт Нельке (нім. Herbert Nelke; 20 березня 1915, Барніц — 30 січня 1941, Трестенбург) — німецький військовик, обервахмістр люфтваффе. Перший кавалер Лицарського хреста Залізного хреста серед унтерофіцерів зенітної артилерії вермахту.

## Біографія
Виходець із селянської родини. В 1936-39 роках служив в зенітній артилерії легіону Кондор. Учасник Польської і Французької кампаній, командир 20-міліметрової гармати. В ніч з 7 на 8 червня 1940 року разом із трьома членами своєї команди в короткому бою, який тривав 15 хвилин, знищив близько 20 ворожих солдатів, а також взяв в полон 90 французьких і 27 англійських солдатів. За це досягнення 7 липня Нельце був представлений до нагородження Лицарським хрестом Залізного хреста. 11 липня його відкликали в Імперське міністерство авіації в Берліні, де повідомили, що з ним хоче зустрітись особисто Герман Герінг. Наступного дня Нельке прибув в Карінгалль, де Герінг розпитав його про його сім'ю і військову кар'єру, і вручив Лицарський хрест, а також потрійне підвищення з унтерофіцера в обервахмістри. Після цього Герінг відвіз Нельке в Імперську канцелярію і представив особисто Адольфу Гітлеру в присутності міністра закордонних справ Італії графа Галеаццо Чано. Нельке отримав восьмиденну відпустку і разом із своїм братом, також солдатом, вирушив в кліпгаузен відвідати матір, де його також привітали місцеві бургомістр і орстгруппенляйтер НСДАП. Загинув в залізничній катастрофі.

## Нагороди
- Іспанський хрест в сріблі з мечами
- Медаль «За Іспанську кампанію» з мечами (Іспанія)
- Орден військових заслуг (Іспанія) з мечами
- Залізний хрест
  - 2-го класу (25 травня 1940)
  - 1-го класу (22 червня 1940)
- Лицарський хрест Залізного хреста (4 липня 1940) — як унтерофіцер і командир гармати 4-ї батареї 1-го дивізіону 23-го моторизованого зенітного полку.